# Nacionalidad griega

Pasaporte biométrico griego

La nacionalidad o ciudadanía griega es el vínculo jurídico que liga a una persona física con la República Helénica y que le atribuye la condición de ciudadano. 
La ley de esta nacionalidad se basa en los conceptos jurídicos de ius sanguinis y ius soli. En otras palabras, generalmente una persona adquiere la ciudadanía griega si al menos uno de sus padres es ciudadano griego, independientemente del lugar de nacimiento, o por nacer en Grecia de padres extranjeros cumpliendo ciertos requisitos. Todos los ciudadanos griegos son automáticamente ciudadanos de la Unión Europea.

## Adquisición

### Por nacimiento en Grecia
Un niño nacido en territorio griego de padres extranjeros o apátridas, adquiere la ciudadanía griega si:
- Al menos uno de sus padres ha vivido legal y permanentemente en Grecia durante cinco años (en caso de que esto no se cumpla, se deberá esperar a que se cumplan diez años de residencia legal para solicitar la nacionalidad del hijo); o
- Si no tenía derecho a ninguna otra nacionalidad o la misma era desconocida en el momento de su nacimiento.[1]
- Ha crecido y estudiado en Grecia.

Si no se obtuvo la ciudadanía durante la infancia pero se cumplió con estas condiciones, el implicado podrá solicitarla cumplida la mayoría de edad, pero antes de los 21 años.

### Por ascendencia
Un niño adquiere la ciudadanía griega al nacer si al menos uno de sus padres es ciudadano griego, independientemente del lugar de nacimiento.
Un niño nacido fuera del matrimonio es automáticamente griego solo si su madre es griega. En el caso de que solo el padre sea griego y esto pueda comprobarse (por ejemplo, mediante una prueba de paternidad), el niño puede presentar una solicitud para obtener la ciudadanía, siempre y cuando sea menor de 18 años. Un hijo mayor de 18 años de un padre griego no requiere naturalización si puede establecer una cadena de ciudadanía griega a través de certificados de nacimiento y matrimonio debidamente registrados.
Un individuo nacido antes del 8 de mayo de 1984 de una madre griega, puede convertirse en ciudadano griego si declara su voluntad pertinente al Secretario General de la Región, o a la Autoridad Consular Griega de su lugar de residencia. Un individuo nacido de un padre griego y una madre extranjera antes de la Ley 1250/1982 (16 de julio de 1982), siempre que sea considerado un verdadero hijo de su padre, se convierte en griego si declara su voluntad pertinente al Secretario General de la Región, o a la Autoridad Consular Griega de su lugar de residencia. Los hijos de quienes obtienen la ciudadanía griega de acuerdo con lo anterior, se convierten en ciudadanos griegos sin ningún otro procedimiento, si en el momento de la declaración son menores de edad o solteros.

### Por adopción
Un niño que ha sido adoptado siendo menor de edad por un ciudadano griego, adquiere la ciudadanía griega el mismo día de la adopción.

### Por naturalización
Un griego étnico nacido fuera de Grecia puede adquirir la ciudadanía griega por naturalización si no reúne los requisitos para el registro simple como hijo de un ciudadano griego (esta disposición excluye a los grecochipriotas, que en su lugar pueden solicitar la nacionalidad chipriota). El solicitante debe demostrar que al menos uno de sus padres o abuelos nació como ciudadano griego. 
Un extranjero puede solicitar la ciudadanía griega por naturalización si cumple con los siguientes requisitos:
- Ser mayor de 18 años al momento de presentar la solicitud.
- No haber sido condenado, durante la última década antes de presentar la solicitud, a una pena de prisión de al menos un año, o independientemente de la sentencia y del momento de emisión de la decisión de la misma, por delitos contra las instituciones políticas del Estado, traición al país, homicidio intencionado o causar daños corporales peligrosos a otros, delitos relacionados con el narcotráfico, armas, objetos antiguos, lavado de dinero, delitos financieros internacionales, con el uso de medios de alta tecnología, relacionados con el curso legal, contra la libertad sexual o explotación financiera de la vida sexual, resistencia a las autoridades, secuestro de menores, robo, fraude, chantaje, tasas de interés de usuarios, ley de corredores, falsificación, mentir bajo juramento, difamación, contrabando, ayudar a inmigrantes ilegales a ingresar al país o proporcionarles alojamiento para esconderse.
- Que no exista una orden de deportación en su contra.

Si la persona no es de origen griego, se requiere además:
- Que haya residido legalmente en Grecia un total de siete[2] años antes de la presentación de la solicitud.
- En el caso de los apátridas, refugiados y ciudadanos de la Unión Europea se requieren tres años de residencia antes de presentar la solicitud.[2]
- Tener un conocimiento suficiente del idioma griego, la historia y la civilización griega.

En el período de residencia mencionado anteriormente, no se incluye el tiempo que la persona extranjera ha permanecido en Grecia como personal diplomático o administrativo de un país extranjero. La condición previa de siete años de residencia no es necesaria para el cónyuge de un nacional griego que ha residido al menos durante tres años en el país, así como la persona que nace y reside permanentemente en Grecia. Para los cónyuges de los miembros del personal diplomático griego que han permanecido, cada vez, un año en Grecia y están sirviendo en el extranjero, el tiempo que han permanecido en el exterior debido al servicio de sus cónyuges griegos, está incluido en el requisito de tiempo mencionado anteriormente.
Los atletas de los Juegos Olímpicos que hayan completado una residencia legal de cinco años en Grecia en los últimos doce años, pueden obtener la ciudadanía griega, siempre que tengan derecho a competir con el equivalente equipo nacional griego, de acuerdo con las regulaciones internacionales del deporte atlético en cuestión, después de un informe de la federación nacional relacionada y el consentimiento del Comité Olímpico Helénico.
Los hijos de un extranjero naturalizado se convierten en ciudadanos griegos si, al finalizar los procedimientos de naturalización, no están casados y tienen menos de 18 años.
Un extranjero que haya prestado servicios excepcionales para Grecia, o cuya naturalización tenga un interés excepcional para el país, puede obtener la ciudadanía griega por naturalización sin cumplir la mayoría de las condiciones anteriores. Con que sea mayor de 18 años, no haya sido condenado en los últimos diez años a una pena de prisión de al menos un año y no exista una orden de deportación en su contra, ya es suficiente.
Los niños nacidos en el extranjero, pero que crecieron y fueron escolarizados en Grecia, cuyos padres han vivido legal y permanentemente en el país durante cinco años, se convierten en ciudadanos griegos al completar con éxito los nueve años compulsados de la escuela, o los seis de la educación secundaria. El derecho a pedir la ciudadanía por esta vía se extiende hasta los 23 años. Los ciudadanos griegos nacidos en el extranjero pueden transmitir la ciudadanía a sus hijos de generación en generación de forma indefinida.
Los extranjeros graduados en universidades o colegios técnicos griegos, y con la voluntad de ejercer la profesión en el país, tienen derecho a obtener la ciudadanía griega, dependiendo del ejercicio y mantenimiento del título en Grecia.
Las personas de origen griego que residen en países de la antigua Unión Soviética, pueden obtener la ciudadanía griega después de una solicitud a la Autoridad Consular Griega del lugar de su residencia, siempre que sean mayores de 18 años y que su ciudadanía griega no pueda ser reconocida según las Convenciones de Ankara y de Lausana.

#### Procedimiento
El interesado en obtener la ciudadanía griega debe presentar la solicitud de naturalización al municipio de su lugar de residencia, destinada al Ministro del Interior, Administración Pública y Descentralización.
El municipio examina si se han presentado todos los documentos requeridos y envía la solicitud junto con los documentos de respaldo a la agencia responsable de asuntos de ciudadanía de la región, la cual examina si las condiciones tales como la edad del solicitante, la inexistencia de condenas a prisión u orden de deportación en su contra se cumplieron. Finalmente, la solicitud es evaluada por el ministro del Interior, Administración Pública y Descentralización. Si no se cumplen las condiciones anteriores, el Secretario General de la Región rechaza la solicitud. Si se cumplen estas condiciones, la agencia responsable de la región le pide al solicitante que presente un registro criminal para uso judicial, un certificado de que no ha sido deportado y, además, toda la información que la agencia o la parte interesada considere útil para que se llegue a una opinión sobre el conocimiento del idioma griego, la historia y la civilización griega, así como sobre su ética y personalidad. Posteriormente, el archivo se envía al Ministerio del Interior. Después de examinar el archivo, la agencia responsable del Ministerio del Interior, Administración Pública y Descentralización invita al solicitante a una entrevista, en un lugar y hora determinados, ante el Comité de Naturalización, para que este último pueda dar una opinión al Ministro del Interior, Administración Pública y Descentralización sobre el conocimiento suficiente del idioma griego, la historia y la civilización griega, así como sobre la ética y personalidad del solicitante. La naturalización es aprobada por el Ministerio del Interior, Administración Pública y Descentralización, que se publica en el Boletín Oficial de Grecia. La decisión que rechaza la solicitud de naturalización no incluye una justificación. Se permite una nueva solicitud de naturalización cuando haya pasado un año del rechazo de la solicitud anterior.
La persona extranjera obtiene la ciudadanía griega mediante el juramento, que debe hacerse dentro de un año a partir de la fecha en que la naturalización ha sido publicada en el Boletín Oficial de Grecia. La naturalización será revocada si no se hizo el juramento dentro de dicho período.
La solicitud de naturalización de las personas de origen griego que residen fuera de Grecia se presenta al cónsul griego del lugar de residencia del solicitante. El cónsul envía la solicitud al Ministerio del Interior, Administración Pública y Descentralización junto con su informe, en el que es necesario incluir documentos que prueben el origen griego del solicitante.

#### Naturalización por servicio militar o monacato en el Monte Athos
Los extranjeros de origen griego, admitidos en las academias militares como oficiales o suboficiales de las fuerzas armadas griegas (de acuerdo con la ley especial que rige cada escuela) o que se hayan alistado en las fuerzas armadas como voluntarios (de acuerdo con la ley que rige cada rama), adquieren la nacionalidad griega automáticamente tras su admisión en las academias o en el momento en el que se alistan.
Los extranjeros de origen griego que se alistan como voluntarios en tiempos de movilización
o de guerra, de acuerdo con la normativa vigente, pueden adquirir la ciudadanía griega por
solicitud al Secretario General de la Prefectura, y sin más formalidades.
Aquellos mencionados en el párrafo anterior que sean ascendidos a oficiales, ya sea en
las fuerzas armadas permanentes o en las reservas, adquieren legalmente la ciudadanía griega sin más formalidades.
Los hijos de ciudadanos extranjeros de origen griego que adquirieron la ciudadanía griega, de acuerdo con las secciones anteriores, se convierten en ciudadanos griegos al mismo tiempo que sus padres obtienen la ciudadanía griega, siempre y cuando sean menores de edad y estén solteros en el momento en el que sus padres presenten la solicitud al Secretario General de la Prefectura.
Además, según la constitución griega, los extranjeros admitidos como monjes en uno de los monasterios del Monte Athos, se convierten en ciudadanos griegos automáticamente.

### Por matrimonio
En la actualidad, el matrimonio no implica la adquisición o pérdida de la nacionalidad griega. Antes de 1984, una mujer que se casaba con un ciudadano griego se convertía automáticamente en ciudadana griega.

## Pérdida de la ciudadanía
Generalmente, un nacional griego no pierde su ciudadanía cuando obtiene otra nacionalidad, a menos que lo solicite específicamente o en el raro caso en que el ciudadano haya solicitado la liberación de su ciudadanía al Gobierno griego y posteriormente obtenga la de otro país. Un ciudadano griego puede renunciar voluntariamente a la ciudadanía presentando una solicitud al Ministerio del Interior en Atenas. El solicitante debe ser mayor de 18 años, declarar que el vínculo con Grecia ha dejado de existir y residir en el extranjero. La solicitud no puede ser aceptada si el solicitante aun no cumplió con su servicio militar o se le acusa de un delito grave o un delito penal.
Los hijos de griegos naturalizados, pueden perder voluntariamente la ciudadanía griega si:
- No son de origen griego.
- Conservan la ciudadanía que tenían en el momento de la naturalización de su padre.
- Declaran su voluntad de perder la ciudadanía griega al alcalde o al presidente de la comunidad o a la autoridad consular griega de su lugar de residencia, dentro de un año a partir de la mayoría de edad.

Un ciudadano griego que ha sido adoptado antes de llegar a la mayoría de edad por una persona extranjera puede, después de una solicitud de la persona que adoptó, si el niño obtiene la ciudadanía de su padre adoptivo, perder la ciudadanía griega. La solicitud no puede ser aprobada si el adoptado debe cumplir su servicio militar o si es acusado de un delito grave o de un delito penal.
Una mujer extranjera que obtuvo la ciudadanía debido a su matrimonio con un nacional griego, y que aun conserva su ciudadanía extranjera, puede solicitar la pérdida de su ciudadanía griega.
También se puede perder la ciudadanía griega si:
- Se realizó un servicio público en un país extranjero, y después de una invitación del Ministro del Interior, Administración Pública y Descentralización para que se abstuviera dentro de un límite de tiempo establecido de este servicio, en contra de los intereses del país, insiste en este servicio; o
- Si durante su residencia fuera de Grecia, la persona realizó a favor de un país extranjero actos que son incompatibles con la ciudadanía griega y opuestos a los intereses de Grecia.

## Restauración de la ciudadanía
Una mujer griega que perdió su ciudadanía debido a su matrimonio con un extranjero, puede reclamar la ciudadanía griega.
Un niño nacido de una madre griega, que perdió su ciudadanía debido al reconocimiento o la legalización de un padre extranjero, puede reclamar la ciudadanía griega, siempre y cuando sea menor de edad o soltero en la fecha de la declaración.

## Doble nacionalidad
Grecia permite la doble nacionalidad. Siempre y cuando la ley de nacionalidad del otro país lo permita, un nacional griego puede adquirir una ciudadanía extranjera y conservar la griega, y un extranjero puede obtener la nacionalidad griega sin perder su nacionalidad de origen. Sin embargo, algunos países no permiten la doble ciudadanía. Por ejemplo, si una persona adquirió las nacionalidades griega y japonesa por nacimiento, debe declarar ante el Ministerio de Justicia japonés, antes de cumplir los 22 años, qué ciudadanía desea conservar.

## Ciudadanía de la Unión Europea
Debido a que Grecia forma parte de la Unión Europea (UE), los ciudadanos griegos también son ciudadanos de la misma según el derecho comunitario y, por lo tanto, gozan del derecho a la libre circulación y de la posibilidad de votar en las elecciones al Parlamento Europeo. Cuando se encuentren en un país extracomunitario, en el cual no exista ninguna embajada griega, tienen derecho a obtener la protección consular de la embajada de cualquier otro Estado miembro de la UE presente en ese país. También pueden vivir y trabajar en cualquier otro país miembro como resultado del derecho de libre circulación y residencia, otorgado en el artículo 21 del Tratado de Funcionamiento de la Unión Europea.

## Requisitos de visado

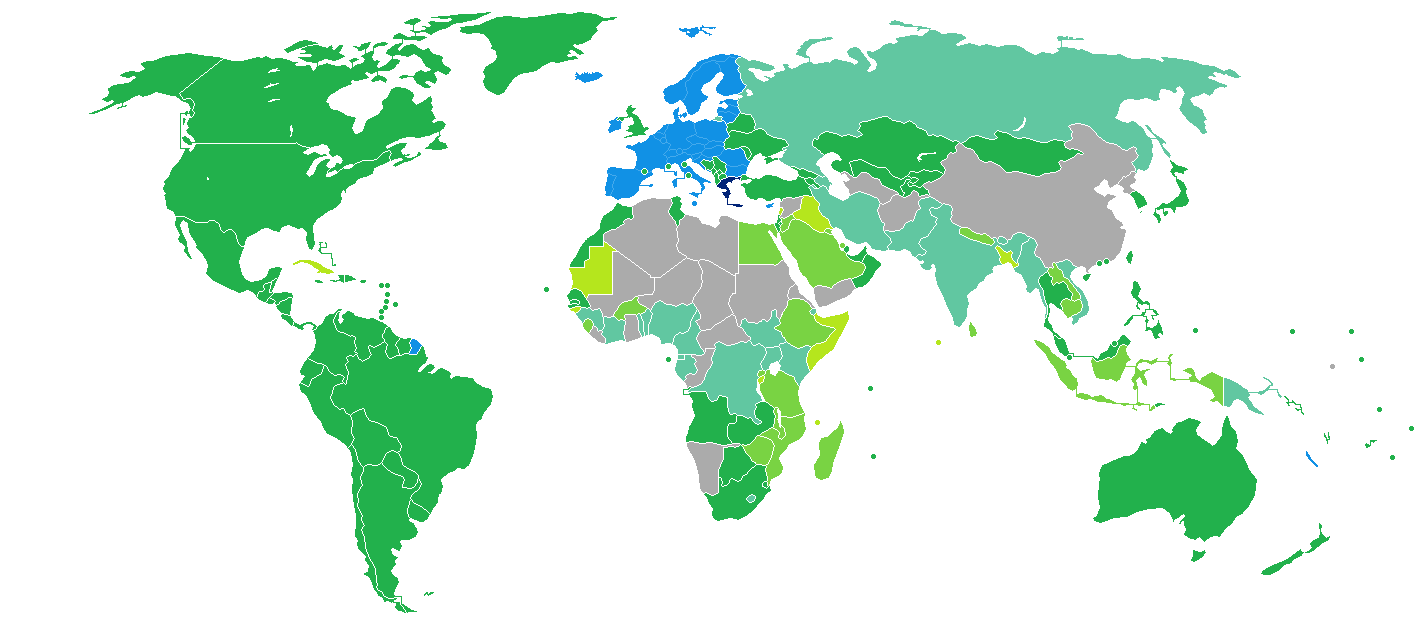
Grecia
Libre movimiento
No se requiere visa
Visa a la llegada
Visa electrónica
Visa disponible tanto a la llegada como en línea
Se requiere visa antes de la llegada

Los requisitos de visado para ciudadanos griegos son las restricciones administrativas de entrada por parte de las autoridades de otros Estados a los ciudadanos de Grecia. En 2023, los ciudadanos griegos tenían acceso sin visado o visa a la llegada a 187 países y territorios, clasificando al pasaporte griego en el séptimo lugar del mundo, según el Índice de restricciones de Visa.